# 森田実
森田 実（もりた みのる、1932年〈昭和7年〉10月23日 - 2023年〈令和5年〉2月7日）は、日本の政治評論家。株式会社森田総合研究所代表取締役。
妻の甥に医師で民主党に在籍していた、元衆議院議員の石森久嗣がいる。

## 来歴
静岡県伊東市出身。伊東西小、伊東北中、相洋高校を経て東京大学工学部鉱山学科卒業。尚、弟も東大出身であり、地元伊東市では名家として知られている。在学中に日本共産党に入党し、香山健一、島成郎、生田浩二、青木昌彦らとともに全日本学生自治会総連合の指導部を形成した。破壊活動防止法反対闘争（1952年）、原水爆禁止運動（1955年）、砂川闘争（1957年）、安保闘争（1958年〜1960年）などに携わる。その後、日本共産党幹部と殴り合いを演じて共産党を除名されると、1958年、多くの学生党員らと共に共産主義者同盟（ブント）を結成し、主に労対関係の任に当たっていた。その後、日本評論社出版部長、『経済セミナー』編集長を経て、1973年からフリーの政治評論家として活動。東日本国際大学客員教授も務める。また、2015年6月に中国山東省を訪問し、山東大学より名誉教授の称号を贈られた。
2004年7月、著作本『公共事業必要論』の記念講演会を二階俊博が代表を務める自由民主党の派閥「新しい波」が主催し、「新しい波」から寄付も得た。アメリカ発の新自由主義に基づく構造改革路線をとった自由民主党を激しく批判しており、雇用・社会保障を重視した修正資本主義路線に戻すべきだと提言していた。小沢一郎政経研究会で講演したこともある。
2023年2月7日午後2時26分、悪性リンパ腫のため、東京都江東区のがん研究会有明病院で死去。90歳没。

## 思想・主張
政治評論家として独立以来、ほぼ一貫して保守本流である自由民主党宏池会（旧宮沢派）を支持し、その「経済重視、平和外交」路線を支持してきたが、2003年前後の自由民主党や宏池会の分裂後は、自民党内でもそれまで親しくなかった亀井系を支持するなど方針転換するに至った。かつて、宮澤政権誕生前夜には、金丸信の暗躍を正面から批判する数少ない評論家として活躍し、当時、三塚派成立の際に中堅として尽力した小泉純一郎についても、「正直で信頼できる人間」「竹下派支配に立ち向かう信念ある政治家」「21世紀初頭の総理候補」と激賞している。宮澤支持や小泉への好意と、金丸・小沢一郎による「闇支配」批判の明確な姿勢は、当時の森田の著作（徳間書店『政変』など）でも明白である。
後の森田のスタンスは、経済においては「修正資本主義」に近く、政治・外交においては「平和主義」「反米・対アジア協調」「9条護憲」の立場を採る。日中友好論者でもあり、台湾独立・靖国神社公式参拝には反対している。政治評論家としては珍しく、時々の政治家・政党に対する支持・不支持を明確にしており、亀井静香や野中広務、綿貫民輔、鈴木宗男といった、小泉政権時の郵政民営化法案や対米依存政策における自民党内の「抵抗勢力」、河野洋平、加藤紘一、二階俊博、福田康夫ら親中派の支持者であった。とりわけ、綿貫に対しては「日本一品格のある政治家」と最大限の賛辞を送っている。鈴木に対しても、かつては激しい批判を加えていたが、後に評価に転じている。森田が最も評価していた政治家は、かつて小沢一郎の側近だった熊谷弘で、朝日ニュースターに出演した際には「真の改革者は熊谷さんだけ」と絶賛していた。
21世紀以降の政局では、郵政民営化に代表される新自由主義路線に反対の立場で、小泉政権への批判を展開していた。公共事業は地方活性化のためには必要不可欠な「善」であると主張する。談合についても、日本の古き良き慣習であると肯定し、談合批判は米国の陰謀であると主張する。その小泉の後継者である安倍晋三に対する批判はさらにヒートアップしたもので、北朝鮮が2006年7月5日、ミサイル発射実験を実施した際には、日朝平壌宣言に明確に違反した北朝鮮への批判は全くと言っていいほど行わず、ひたすら安倍（当時は官房長官）への批判に終始した。また、北朝鮮による日本人拉致問題についても、「対米従属助長のための陰謀」と断言している。そのような小泉・安倍政権批判への反作用として、以前は厳しく批判していた小沢一郎が民主党代表に就任すると、「『小沢一郎』入門」なる書物を書き下ろして大絶賛した。しかし、その小沢に対してもISAF参加構想を発表した折には平和主義からの逸脱であるとして厳しく糾弾し、大連立騒動やそれを巡ると民主党代表辞任のゴタゴタを起こすに及んで激しく批判（ただし背景としてウェブサイト上でアメリカ共和党のエージェントによる小沢への圧力を指摘）。　以後は小沢民主党批判に転じ、2008年12月に出版された「政治大恐慌　悪夢の政権交代」（ビジネス社）では、小沢民主党のままの政権交代や大連立に警鐘を鳴らして明確に「脱小沢」を説いている。
民主党による政権交代が実現した後も小沢に対する批判は続けており、2010年には陸山会の政治資金規正法違反事件を巡る疑惑に対して詳細な説明をしようとしない小沢に「やり方があまりにも姑息で、汚らしい」「独裁者が怖くて民主党議員も小沢を批判できない」などと断じている。その一方で、2011年9月26日に出された石川知裕ら3人への有罪判決については痛烈に批判している。
晩年は公明党や同党の候補者を応援し同党の機関紙『公明新聞』や『潮』、『第三文明』など同党の支持母体である創価学会系の雑誌にも多数寄稿した。

## 人物

### 政局の予想者として
かつては各選挙において各党の獲得議席をほぼ正確に当てるなど、選挙や政治情勢予測の正確性で高い評価を得ていた。中期的な展望においても、1989年の第15回参議院議員通常選挙で当時の日本社会党が大勝した際、「社会党にとって終わりの始まりになる」と予測。森田の予測通り、その前後に起こった冷戦構造の崩壊により社会党は衰退の一途を辿ることになった。
その後は、予測に自身の希望が多分に反映されて、予測の大胆さが増す一方で、正確性は大きく低下している。特に自民党が勝利した際には、それが顕著である。代表的な例を挙げると、2000年の第42回衆議院議員総選挙の際は、「与党で過半数ギリギリがやっと。場合によっては政権交代もありえる」と断言したが、結果は、当時の森喜朗政権への批判が強かったとはいえ、与党は480議席中271議席で絶対安定多数を確保。2001年4月、その森政権崩壊に伴う自由民主党総裁選挙の際は、再登板を目指した橋本龍太郎の圧勝を断言したが、総裁選の結果は小泉の圧勝であった（ただし、当時は橋本派が自民党最大派閥で、内外のメディアも橋本勝利を予想するのが一般的であり、森田の予想はそれほど特異なものではなかった）。
2003年9月の自民党総裁選の際は、「小泉再選は100%ない」と断言したが、青木幹雄など参院橋本派の支持を得て小泉は再選された。更に総裁選の終盤で野中広務が突如引退を覚悟で小泉再選を阻止すると表明した際は、『スーパーJチャンネル』で「これで流れが変わる」と断言するが、小泉圧勝という情勢を崩すには至らず、野中の政治的影響力の弱体化を逆に印象付けた。2005年9月の郵政選挙の際は自民党は惨敗して120まで議席を落とすと予測し、郵政造反組が選挙後のキャスティング・ボートを握ると断言した上、小泉の小選挙区での落選すら主張したが、結果は自民が296議席を獲得し、小泉自身も1996年以降の衆院選小選挙区制では最高得票数を獲得し当選している。
この総選挙で自民党が圧勝した後も、『ダカーポ』誌上で、2006年3月に経済失政で小泉政権は退陣に追い込まれ後任には谷垣禎一が就くと断言したが、実際はその兆候すら見られず、逆に堀江メール問題で野党民主党の前原誠司が代表辞任に追い込まれ、小泉は9月の任期満了まで総裁を務めた。2007年4月の東京都知事選では早い段階で「（現職石原慎太郎の）3選はあり得ない」と断言して注目されたが、結果は石原が勝利して3選が実現した。
2007年の参院選では自民党は大敗をし、安倍内閣は総辞職をすると予想。自民党の大敗は的中したが、安倍は総辞職せずに内閣改造を行って政権担当を続行した。
しかし、すでに民主党政権批判に転じていた2010年の参院選では、鳩山由紀夫の首相辞任と菅直人後継確定を受けて、民主党の惨敗（党首交代前より悪化）を予測。その後、マスコミ各社の世論調査で民主党支持率の急回復や菅内閣の高支持率が発表された後も、この見方を一切変えず、6月17日付ウェブサイトでは「全国民に訴えたい。菅民主党は議会制民主主義の破壊者だ。ファッショ政党の菅民主党との戦いに起ち上がりましょう」と記している。選挙戦では菅総理大臣の消費税引き上げ発言などもあって民主党が徐々に追い込まれ、過半数割れの大惨敗を喫した。願望と予測が一体となって実現した久々の選挙となり、政治評論家の面目躍如となった。

### メディア出演
ニッポン放送の番組やフジテレビ系列『めざましテレビ』で政治評論のコーナーを長年担当していた。郵政解散での自民党圧勝を、自らのウェブサイトなどで「電通の力が大きい」と主張。これが引き金となってか、以降テレビにはほとんど登場せず、インターネットでの言論活動や全国での講演活動に主軸を移した。しかし、福田康夫の首相就任後は、TBSにコメント出演したり、BS11『INsideOUT』『本格闘論FACE』や選挙予測特番に時折出演するようになった。2007年10月から2014年3月までは『FNNスーパーニュースアンカー』（関西テレビ）の金曜コメンテーターを担当し、「今、言わなければ、ならぬ」の考えの下、さまざまな提言をし、2008年7月からは『キンキンのサンデー・ラジオ』（文化放送）の「やさしすぎるニュース」にコメンテーターとして出演していた（第1・第3日曜日のみ。第2・第4日曜日は二木啓孝）。このほか、『スーパーモーニング』、『ビートたけしのTVタックル』、『ワイド!スクランブル』（以上テレビ朝日）、『（特）情報とってもインサイト』、『きょう発プラス!』(以上TBS）、『FNN踊る大選挙戦2003』、『FNN踊る大選挙戦2004』、『週刊フジテレビ批評』（以上、フジテレビ）、『新春報道スペシャル～ザ・決断!あの一瞬!政治・歴史ドラマ』（テレビ東京、2004年）に出演し、平成を代表する政治評論家の一人となった。また、2004年3月16日には、テレビ朝日の『徹子の部屋』にゲスト出演した。東京MXにて2020年から放送開始された『東京ホンマもん教室』には、MCである藤井聡との縁から初回ゲストとして出演し、ゲストとして5回出演した。
テレビ番組出演時に、当初はスーツを着用していたが、2000年頃から和服を着るようになった。

## 著書

### 単著
- 『進歩的文化人の研究 体験的戦後史レポート』サンケイ出版、1978年11月8日。NDLJP:12249983。
- 『戦後左翼の秘密 60年安保世代からの証言』潮文社、1980年9月20日。NDLJP:12247647。
- 『日本労働組合の秘密 現場からの体験レポート』潮文社、1981年4月25日。NDLJP:12170396。
- 『政治の流れはこう変わる ポスト中曽根政権を読む』サンケイ出版、1987年4月10日。NDLJP:11924859。
- 『経済大国の闕政 世紀末、日本の命運』（日本評論社 1989年）
- 『社会党の素顔』（時事通信社、1990年）
- 『政変 自民党総裁選裏面暗闘史 ドキュメント』（徳間書店、1991年）
- 『自民党世紀末の大乱』（東洋経済新報社、1992年）
- 『政界大乱 自民解体・新党創生 政界再編劇の読み方』（東洋経済新報社、1993年）
- 『政権交代』（時事通信社（現代を読む）、1993年）
- 『連立政権 私の細川内閣論』（日本評論社、1993年）
- 『日本をダメにする二つの守旧派 官僚とマスコミ大批判』（東洋経済新報社、1994年）
- 『森田実の政界大変 自社連立政権の暗部を衝く』（徳間書店、1994年）
- 『森田実のニュースのつぼ』（東急エージェンシー出版部、1996年）
- 『政官革命を起こせ』（東洋経済新報社、1997年）
- 『森田実 時代を斬る』（日本評論社、2003年） ISBN 4-535-58375-7
- 『公共事業必要論』（日本評論社、2004年） ISBN 4-535-58397-8
- 『小泉政治全面批判』（日本評論社、2006年）
- 『「小沢一郎」入門』（三笠書房 知的生きかた文庫、2006年）
- 『小泉政治全面批判』（日本評論社、2006年）
- 『水の時代を生きる 上下水道のための公共事業必要論』（水道産業新聞社、2006年）
- 『アメリカに使い捨てられる日本 日本の真実を国民に訴える!』（日本文芸社、2007年）
- 『自民党の終焉 民主党が政権をとる日』（角川SSC新書、2007年）
- 『新公共事業必要論 港湾・空港の整備が日本を救う』（日本評論社、2008年）
- 『脱アメリカで日本は必ず甦る アメリカの終焉と日本経済再生への道』（日本文芸社、2008年）
- 『崩壊前夜日本の危機 アメリカ発世界恐慌で岐路に立つ日本』（日本文芸社、2008年）
- 『建設産業復興論 建設業の再生が日本経済を救う』（日刊建設工業新聞社、2009年）
- 『政治大恐慌 悪夢の政権交代 誰が日本を救うのか?』（ビジネス社、2009年）
- 『菅民主党欺瞞政治を斬る 詭弁・逃げ・だましの倫理なき菅政治は日本を滅ぼす』（森田塾新書、2010年）
- 『独立国日本のために 「脱アメリカ」だけが日本を救う』（ベストセラーズ、2011年）
- 『「橋下徹」ニヒリズムの研究』（東洋経済新報社、2012年）
- 『森田実の言わねばならぬ名言123選』（第三文明社、2012年）
- 『森田実の一期一縁』（第三文明社、2014年）
- 『防災・減災に資する国土強靱化政策が日本を救う!―地方再生に挑戦する人々』（武久出版、2016年）
- 『森田実の永田町政治に喝！』(財界さっぽろ、2017年）
- 『二階俊博幹事長論』（論創社、2020年）
- 『志帥会の挑戦』（論創社、2020年）
- 『二階俊博の新たな挑戦』（論創社、2021年）
- 『元防衛庁長官・元環境庁長官―愛知和男』（論創社、2022年）
- 『中国古典再学習のすゝめ』（K&Kプレス、2022年）

### 共著
- 副島隆彦：共著『アメリカに食い尽くされる日本 小泉政治の粉飾決算を暴く』（日本文芸社、2006年）
- 雨宮処凛：共著『国家の貧困 格差社会を今こそ粉砕せよ!』（日本文芸社、2009年）
- 藤原正弘：共著『水がなければ未来はない!! 水道サービス持続に向けて』（水道技術研究センター、2011年）
- 斎藤貴男：共著『誰も語らなかった 首都腐敗史』（成甲書房、2017年）
- 藤井聡：共著『「西部邁」を語る』（論創社、2024年）